# 喜多秀喜
喜多 秀喜（きた ひでき、1952年9月28日 - ）は佐賀県鹿島市出身の元陸上競技選手、流通経済大学社会学部教授、陸上競技部監督。

## 略歴
佐賀県立鹿島実業高等学校を卒業後、福岡大学に進学。福岡大学卒業後、神戸製鋼所に入社。武冨豊らと陸上部を引っ張った。
1978年12月の福岡国際マラソンでは優勝した瀬古利彦に次ぐ2位、1979年2月の別府大分毎日マラソンで優勝。日本が不参加となった1980年モスクワオリンピックには、マラソンの選考レースだった福岡国際マラソンは惨敗したものの、5000、10000メートルの代表に選ばれている。1981年には海外の強豪を抑え第1回東京国際マラソンで優勝を果たした。その後北京国際マラソン、青梅マラソンを制した。現役時代、サブテン（2時間10分未満）は記録できなかったが、30歳代後半になってからも2時間10分台の記録を残した。1991年の防府読売マラソンが最後のマラソンレースとなる。全日本実業団対抗駅伝競走大会には第21回（1976年）から第35回（1991年）まで15回連続出場を記録し、最後に出場した当時は勤務先では「業務担当課長」となっていた。
神戸製鋼所陸上部監督を経て、1994年帝京大学陸上競技部監督に就任。2004年東京国際マラソン（アテネ五輪代表選考会）3位のトヨタ自動車九州陸上部、中崎幸伸、世界クロカン日本代表の安川電機陸上部、飛松誠らを指導。1998年に箱根駅伝初出場を果たし、2000年に総合4位に導いた。2005年5月に同大学陸上競技部監督を辞任。同年流通経済大学陸上競技部監督に就任し、2校目の箱根駅伝出場を目指して2015年3月まで指導に当たった。
2018年、長崎県の実業団チームメモリードで女子陸上部の監督に就任した。

## 現役時代 マラソン成績
1. 2時間30分21秒 59位 1974年別府大分毎日マラソン
2. 2時間29分59秒 49位 1974年福岡国際マラソン
3. 2時間15分01秒8 5位 1978年別府大分毎日マラソン
4. 2時間20分10秒 優勝 1978年 ミルトンケーネスマラソン（宗猛と優勝分け合う）
5. 2時間11分05秒 2位 1978年福岡国際マラソン
6. 2時間13分29秒1 優勝 1979年別府大分毎日マラソン
7. 2時間22分19秒0 48位 1979年プレオリンピック（モスクワ）
8. 2時間22分25秒 41位 1979年福岡国際マラソン
9. 2時間14分37秒 15位 1980年福岡国際マラソン
10. 2時間12分04秒 優勝 1981年東京国際マラソン
11. 2時間36分59秒 622位 1981年ボストンマラソン
12. 2時間14分32秒 14位 1981年福岡国際マラソン
13. 2時間13分24秒 8位 1982年東京国際マラソン
14. 2時間11分09秒 2位 1982年福岡国際マラソン
15. 2時間22分37秒 42位 1983年世界陸上競技選手権大会
16. 2時間10分30秒 7位 1983年福岡国際マラソン（生涯自己記録）
17. 2時間12分16秒 優勝 1984年北京国際マラソン
18. 2時間23分31秒 55位 1984年福岡国際
19. 途中棄権 1985年福岡国際マラソン
20. 2時間17分26秒 29位 1986年福岡国際マラソン
21. 2時間29分19秒 17位 1987年台北マラソン
22. 2時間15分23秒 9位 1987年ボストンマラソン
23. 2時間13分09秒 5位 1987年北京国際マラソン
24. 2時間14分40秒 12位 1988年ボストンマラソン
25. 2時間11分51秒 5位 1988年福岡国際マラソン
26. 2時間15分41秒 13位 1989年ロッテルダムマラソン
27. 2時間17分28秒 14位 1989年福岡国際マラソン
28. 2時間15分39秒 5位 1990年ロッテルダムマラソン
29. 2時間18分16秒 8位 1990年モスクワ国際マラソン
30. 2時間15分36秒 8位 1990年福岡国際マラソン
31. 2時間16分27秒 5位 1991年防府読売マラソン

## 記録
- 5000m 13分27秒44
- 10000m 27分48秒59
- マラソン 2時間10分30秒